# منوچهر آریانا
منوچهر آریانا وزیر کار و امور اجتماعی در زمان نخست‌وزیری شاپور بختیار بود. خروج جعفر شریف‌امامی از ایران در زمان انقلاب ۱۳۵۷ به دستور شاپور بختیار و وساطت منوچهر آریانا صورت گرفت.